# Sveti sedež
Sveti sedež ali Sveta stòlica je pravna personifikacija Rimskokatoliške cerkve in je središče papeževega političnega, verskega in družbenega delovanja. 
Sveti sedež torej predstavlja oblast papeža, kot vrhovnega predstavnika in voditelja vesoljne Katoliške cerkve.

## Zgodovina
Kljub temu, da se rimskokatoliška cerkvena hierarhija in papeži skozi vso zgodovino sklicujejo na slovite besede o apostolu Petru, kot skali, na kateri bo Jezus zgradil svojo cerkev (Mt 16,18), ostaja dejstvo, da je imel Peter pomembno vlogo pri formaciji prve jeruzalemske krščanske skupnosti (vendar skupaj z Jakobom in Janezom) (Gal 2,9), ne pa tudi v Rimu. Kljub temu, da se danes tudi protestantski teologi strinjajo s trditvijo, da je sv. Peter umrl mučeniške smrti v Rimu, ni nobenega zanesljivega pričevanja o tem, tudi ne, da bi sv. Peter kdaj koli načeloval rimski cerkvi kot poglavar ali škof in prvi papež, ter da bi bili papeži (kot rimski škofje in cerkveni voditelji) zato opolnomočeni kot njegovi nasledniki.
Kakšna je bila torej Petrova vloga voditelja kristjanov? Poznejši pisci ga sicer omenjajo kot rimskega škofa, vendar tedaj pojem »škof« še ni bil jasno opredeljen. Vsekakor se mu priznava vodilna vloga, vendar enako gotovo ta vloga ni bila tako natančno opredeljena, kot bi morda dal slutiti naslov rimski škof. Preden so Petra odpeljali na morišče, okoli leta 67., je določil za svojega naslednika in vodjo rimskih kristjanov moža z imenom Lin. V številnih pogledih je bil to ključni dogodek v ustanovitvi papeštva. Jezus Kristus je apostolu Petru predal oblast nad skupnostjo kristjanov oz. cerkvijo, Peter pa je to oblast predal Linu. S tem se je začelo apostolsko nasledstvo, neprekinjena linija oblasti, ki je v stoletjih prehajala iz osebe na osebo in ki sedanjega papeža povezuje s kristusovimi duhovniki.

### Apostolsko nasledstvo
Apostolsko nasledstvo je krščansko prepričanje, da so škofje nasledniki apostolov, ki so jih postavili Jezusovi učenci. To nasledstvo zagotavlja kontinuiteto cerkvene oblasti in nauka od apostolov do današnjih dni. Vključuje posvečenje škofov s polaganjem rok, kar simbolizira prenos duhovne avtoritete in milosti.
Po mnenju nekaterih teologov in cerkvenih zgodovinarjev (npr. Hansa Künga) naj ne bi obstajala zadostna verodostojna zgodovinska dejstva, na podlagi katerih bi se lahko dokazalo, da so škofje v neposrednem in izključnem pomenu nasledniki apostolov. Nikakor namreč naj ne bi bila dokazana veriga »polaganja rok«, ki bi segala od apostolov skozi začetna obdobja krščanskih skupnosti vse do današnjih škofov, pa tudi ne od sv. Petra do papežev (kot rimskih škofov). Ta zapis avtorja Hansa Künga sicer nasprotuje okrožnici papeža Frančiška Luč vere - Lumen Fide, v kateri je zapisano: »Gospod je podaril svoji Cerkvi dar apostolskega nasledstva, ki služi edinosti vere in njenemu neokrnjenemu predajanju naprej. Z apostolskim nasledstvom je zagotovljena nepretrganost spomina Cerkve.«

Prezbiterijanska episkopalna ureditev se opira na ustoličenje po Bogu, ter naj bi bila zato nesporna po božjem pravu (iuris divini). Na škofe osredotočena današnja cerkvena hierarhija pa je rezultat dolgega in dostikrat spornega zgodovinskega razvoja, ki pa je delo ljudi in je zato v načelu spremenjiva ureditev. V bibliji ni nikjer omenjeno kakšno pravno ustoličenje in tudi v kasnejših predkrščanskih občestvih ni bilo ne monarhičnega episkopata in ne prezbiteriata, ter tudi ne škofovskega posvečenja s polaganjem rok, vse to se je v cerkvi pojavilo v naslednjih stoletjih.
Možno pa je zgodovinsko dokaj točno dokazati, kdaj so se v prvem poapostolskem obdobju nad preroke, učitelje in vršilce drugih občestvenih nalog povzdignili prezbitri - škofje kot edini voditelji (tudi pri evharističnih obredih in shodih), tako da se je že kmalu izoblikovala ločnica med duhovništvom in verniki, ki še danes, toliko let po drugem vatikanskem koncilu, ni presežena.

### Primat Rima kot središča cerkve in cerkvene oblasti
Rim je nesporno mesto, kjer sta umrla in sta pokopana tako sv. Peter kot sv. Pavel. Pa ima zato primat kot mati vseh cerkva? 
Tudi napis na Lateranski baziliki, ki je še danes stolnica rimskega škofa oz. papeža, »Caput et mater omnium ecclesiarum urbis et orbis« (Glava in mati vseh cerkva v mestu in na svetu), ne more izpodbiti dejstva, da osrednji kraj in matično občestvo prve krščanske skupnosti ni bilo v Rimu, marveč v Jeruzalemu.
Ker naj bi Rimsko škofijo ustanovil sam sv. Peter, so rimski škofje menili, da imajo posebno vodilno vlogo med drugimi škofi.
Vprašanje primata rimskih škofov je bilo v prvih stoletjih papeštva stalni kamen spotike. Antiohijski patriarhi so namreč trdili, da je bil sv. Peter škof v Antiohiji, preden je odšel v Rim, ter da imajo zato oni primat, medtem ko so se imeli konstantinopelski patriarhi za enakovredne rimskemu škofu. Podrobnosti teh sporov so leta zaposlovale teologe, pravnike in cerkvene zgodovinarje, vendar so sčasoma in postopno le sprejeli primat rimskega škofa. Na rimske škofe so se obračali, ko je bilo potrebno razsoditi v sporih o cerkvenih zadevah, tako v teoloških definicijah ali v konkretnih vprašanjih, kdo od tekmecev naj bo imenovan za določen položaj. Že od petega stoletja je rimski papež veljal za edinega, ki je s svojo avtoriteto (tudi preko uradov in sodišč Rimske kurije) sprejel končno odločitev. Cerkev je tako posnela stari upravni sistem cesarstva, škofi in nadškofi so prevzeli vloge provincijskih upraviteljev (cerkvenih pokrajin), vsi pa so se obračali na Rim oz. papeža, ker so od tam pričakovali vodenje, napotke in napredovanja.

## Današnji pravni status
Sveti sedež ima edinstven položaj v mednarodnem pravu. Za razliko od države Vatikan, ki je tudi na podlagi Lateranskih sporazumov ozemeljsko mednarodno priznana suverena država, je Sveti sedež »subjekt sui generis«. To pomeni, da ima poseben status, ki se ne ujema popolnoma z običajnimi kategorijami mednarodnega prava.

### Različni vidiki posebnega pravnega statusa
Mednarodnost

Sveti sedež ima mednarodno priznano vrhovno oblast, priznan je kot polni subjekt mednarodnega prava, podobno kot države, zato imajo vlade z njim vspostavljene diplomatske odnose. 
Nadnacionalnost in univerzalnost

Diplomacija Svetega sedeža ni vezana na nobeno nacionalno ideologijo, temveč se osredotoča na vrednote, ki izhajajo iz krščanskega razodetja, a so hkrati skupne tudi drugim verstvom in kulturam.
Pogodbena sposobnost

Sveti sedež lahko sklepa z državami bilateralne dogovore (t.i. konkordate), razne mednarodne pogodbe in je član številnih mednarodnih organizacij. Sveti sedež ima status opazovalca pri Organizaciji združenih narodov (OZN) od leta 1964. Ta status mu omogoča sodelovanje v razpravah in dejavnostih OZN, vendar brez pravice glasovanja. 
Neodvisnost

Neodvisnost Svetemu sedežu npr. sedaj omogoča, da Vatikan oz. papež v posamezni državi sam imenuje krajevnega škofa in ne tamkajšnja vlada. V zgodovini namreč niso bili redki primeri, ko je moral papež pred imenovanjem škofa ali visokega cerkvenega dostojanstvenika pridobiti soglasje lokalnega vladarja.
Pravica poslanstva

Sveti sedež ima pravico vzpostavljati in vzdrževati diplomatske odnose ter pošiljati diplomatske predstavnike (t.i. apostolske nuncije). Dejstvo je, da so tuja veleposlaništva in njihovi ambasadorji akreditirani pri Svetem sedežu in ne pri državi Vatikan. Italijanska zakonodaja v zvezi s tem specifično izjavlja (Cass. 6569 18.12.1979): »da se Sveti sedež, ki polnopravno predstavlja Katoliško cerkev in državo Vatikan, priznava kot mednarodni subjekt za oba naslova.«. Status državnosti Vatikana se namreč razlikuje od mednarodne vrhovne oblasti Svetega sedeža, ki je priznana že več stoletij, veliko pred letom 1929. 
Najstarejše diplomatske odnose s Svetim sedežem ima Združeno kraljestvo, uradno so bili prvič vzpostavljeni leta 1479, nato pa znova 1914.

ZDA so diplomatske odnose vzpostavile leta 1797 in so trajali do 1870. Predsednik ZDA Ronald Reagan je leta 1984 odnose znova vzpostavil in imenoval prvega veleposlanika pri Svetem sedežu.

Tudi Švica je diplomatske odnose s Svetim sedežem prekinila v 19. stoletju, zaradi t.i. Kulturkampfa, ukrepov proti Rimskokatoliški cerkvi. Apostolska nunciatura v Bernu je bila odprta leta 1920, vendar je enostanskost v diplomatskih odnosih Švica odpravila šele leta 1991, z imenovanjem svojega veleposlanika pri Svetem sedežu.

V katoliških državah ima apostolski nuncij še posebno častno vlogo med vsemi akreditiranimi diplomati v državi gostiteljici - je doajen tj. dekan oz. vodja diplomatskega zbora. Sveti sedež diplomatske odnose vzdržuje z Evropsko unijo, Suverenim malteškim viteškim redom in ima posebno diplomatsko misijo pri Organizaciji za osvoboditev Palestine (PLO).
Simbolična teritorialna dimenzija

Ozemlje Vatikana, kljub majhnosti, ter eksteritorialna območja Svetega sedeža v Italiji, dogovorjena na podlagi Lateranskih sporazumov leta 1929, dajejo Svetemu sedežu simbolično teritorialno prisotnost.

## Vodenje Svetega sedeža
Papež ima ključno vlogo pri oblikovanju politike Svetega sedeža in doktrine Cerkve, kar vključuje politična, verska, moralna in družbena vprašanja. Poleg tega ima Sveti sedež diplomatske odnose z mnogimi državami, kar omogoča papežu, da vpliva na globalne zadeve.
Vodstvene dimenzije

Sveti sedež je vrhovno upravno telo Katoliške cerkve , ki ga sestavljajo Državno tajništvo, Svet za javno cerkveno delovanje in druge ustanove Rimske kurije.
Sveti sedež v imenu papeža torej preko Rimske kurije opravlja vse funkcije vlade države Vatikan, kar v praksi pomeni, da je Sveti sedež vrhovna (tako pravna, zakonodajna, sodna in izvršilna) oblast Vatikana, ki pa v tem smislu pomeni samo ozemlje države.
Papež osebno, kot rimski škof in kot vrhovni vodja Rimskokatoliške cerkve oblikuje politiko Svetega sedeža in Cerkve. Pomembno vlogo pri tem imajo kardinalski zbor in tudi kardinali osebno.
Kardinali namreč svetujejo papežu pri pomembnih vprašanjih, ki zadevajo celotno Katoliško cerkev.
Kardinali so pogosto vodje različnih dikasterijev v Rimski kuriji, ki jo sestavljajo tudi upravni, pravosodni in drugi organi ter ustanove.
Po kanonskem pravu so vključeni v Sveti sedež »Rimski papež, Državni sekretariat, Državni svet za javne zadeve Cerkve in druge organizacije Rimske škofije«. (kan. 361)
Kardinali po smrti ali odstopu papeža na t.i. konklavu izvolijo novega papeža. Pravico glasovanja imajo le tisti, ki še niso dopolnili 80 let.
S Svetim sedežem je bila tudi povezana dogma o papeževi nezmotljivosti, saj se je ta priznavala samo za izjave ex cathedra, to je v okviru Svetega sedeža.

### Posebnosti
Danes nosi naslov Sveti sedež tudi škofija v Mainzu (Nemčija).